# 中條誠子
中條 誠子（なかじょう せいこ、1973年6月25日 - ）は、NHKのアナウンサー。

## 人物
兵庫県宝塚市出身。小林聖心女子学院高等学校を経て、聖心女子大学を卒業後、1996年に入局。

## 挿話
- かつて初任地の高松放送局で放送されていたおはようかがわでは番組の顔として毎週月曜から金曜まで出演していた唯一の人物である。担当は1997年4月から1年間であったが、番組開始から終了まで番組の顔としてレギュラー出演してたのは彼女だけである。
- 『NHKニュースおはよう日本』の担当期間中に結婚。出産・育児休職を経て、現在も文化教養番組の司会やドキュメンタリー等のナレーションを主に担当している。
- 富山異動後は夕方ニュースのキャスターなどを担当したが、2014年12月から再び産休に入り、第二子を出産。
- 4年間の富山放送局勤務を経て、2015年夏、東京アナウンス室へ異動し復職した。
- 2019年度後期放送の連続テレビ小説『スカーレット』で語りを務める[1]。
- 2024年4月から2025年6月まで、NHK財団 研修事業本部 放送研修センターに出向。

## 現在の担当番組
- 富山県のニュース
- おはよう北陸（不定期）
- 新日本風土記（2016年4月15日 - ） - ナレーション
- 音の風景 - ナレーション

（この他、ニュース富山人で福元まりあのキャスター代行あり）

## 過去の担当番組
高松放送局時代
- 香川のニュース・中継等
- おはようかがわ
- ニュース6いきいき香川

大阪放送局時代
- NHKニュースおはよう関西
- その時歴史が動いた - リポーター

東京アナウンス室時代（1度目）（2001年度 - 2010年度）
- NHKニュースおはよう日本 5・6時台（2001年4月 - 2005年3月）
- 大河ドラマ「利家とまつ〜加賀百万石物語〜」（2002年1月 - 2002年12月） - 紀行ナレーション
- NHKスペシャル「地球大進化〜46億年・人類への旅」（2004年4月 - 12月）[2] - ナレーション
- NHKスペシャル「城 王たちの物語 マイセン 幻の磁器の城」（2004年） - ナレーション
- 名作平積み大作戦（BS2）
- 国宝探訪（ナレーション）※2017年2月20日のNHKアナウンスルームのブログにて、ナレーション担当を公表。
- 地球!ふしぎ大自然 - ナレーション
- とっておき世界遺産 - ナレーション
- ラストメッセージ（2007年3月20日）
- ダーウィンが来た! 〜生きもの新伝説〜（2007年4月 - 2011年3月） - ナレーション（松本和也と交替で担当）
- 大都会の海 知られざる東京湾（2007年6月4日）
- 芸術劇場 司会（各月第1 - 3週）（ - 2009年3月）
- 日曜美術館（2009年4月 - 2011年3月） - 姜尚中氏と司会
- ETV特集「日本と朝鮮半島2千年」 - ナレーション（2009年度、高橋美鈴、礒野佑子と交互に担当）
- ウィーン・フィル　ニューイヤーコンサート（2010年1月、2011年1月、2012年1月、2013年1月） - 進行
- NHKスペシャル「恐竜絶滅 ほ乳類の戦い」（2010年7月18日、19日）[3] - ナレーション
- プレミアム8・トライ・エイジ〜三世代の挑戦〜「第一回　島家三代の物語」（2011年2月3日、NHK BShi） - ナレーション
- NHKスペシャル　映像記録 3.11～あの日を忘れない～ - ナレーション

富山放送局時代（1度目）（2011年度 - 2015年6月）
- 富山のニュース等[注 1]
- ニュース富山人 - 司会（隔週）

東京アナウンス室時代（2度目）（2015年7月 - 2023年度）
- 週刊ニュース深読み（2015年12月26日、2016年1月9日） - 小野文惠の代理キャスター
- チョイス@病気になったとき（2016年4月9日 - 2017年3月11日） - チョイスコンシェルジュ
- NHKスペシャル「完全解剖 ティラノサウルス〜最強恐竜 進化の謎〜」（2016年9月18日）[4] - ナレーション
- 桐谷健太 天空の秘境 ギアナ高地に挑む（2017年4月1日、BSプレミアム） - 語り
- 今日は一日○○三昧・第214回「今日は一日"松本隆ソング"三昧」（2019年2月11日、NHK-FM放送） - 上柳昌彦と司会
- どーも、NHK - 司会
- ETV特集 - ナレーション（不定期）
- 連続テレビ小説 スカーレット（2019年9月30日 - 2020年3月28日）- ナレーション
- ワイルドライフ  - ナレーション（不定期）
- コズミックフロント☆NEXT - ナレーション
- にっぽんの芸能 司会（2020年4月 - 2022年3月）
- ザ・プレミアム 驚き!ニッポンの底力 鉄道王国物語7（2023年2月23日、BS プレミアム） - ナレーション[5]
- コズミックフロント（2015年10月 - 2023年11月）- ナレーション

NHK財団（2024年度 - 2025年6月）
- ラジオ深夜便　おとなの教養講座「源氏物語の読みどころ」（2024年4月 - ）

富山放送局時代（2度目）（2025年7月 - ）

## 同期のアナウンサー
- 長野亮
- 伊東敏恵[注 2]
- 上野速人
- 住吉美紀
- 鈴木聡彦
- 村上由利子
- 安田真一郎　他